# Kazimierz Eustachiewicz
Kazimierz Eustachiewicz (ur. 9 czerwca 1893 w Chodorowie, zm. 4 sierpnia 1962 w Krakowie) – polski polityk.

## Życiorys
Urodził się w rodzinie Władysława i Marii. Od grudnia 1921 był nieetatowym pracownikiem starostwa w Ostrołęce, później p.o. starosty ostrołęckiego oraz był współzałożycielem Ostrołęckiego Powiatowego Towarzystwa Łowieckiego. W 1926 pracował jako kierownik starostwa w Wołkowysku. Od 1932 do 1933 pełnił urząd starosty powiatu częstochowskiego. W 1937 naczelnik wydziału Urzędu Wojewódzkiego w Krakowie.
Od 1942 należał do Stronnictwa Demokratycznego, a w 1943 został członkiem konspiracyjnego Kierownictwa SD w Krakowie. W zarządzie okręgu krakowskiego SD był zastępcą prezesa od 18 stycznia do 8 lipca 1945 oraz sekretarzem od kwietnia 1947. Następnie w strukturze Wojewódzkiego Komitetu SD w Krakowie pełnił funkcję sekretarza prezydium od 14 marca 1948 oraz zastępcy przewodniczącego od 27 marca 1949 do 12 listopada 1950. Był zastępcą przewodniczącego Wojewódzkiej Rady Narodowej w Krakowie.
Był mężem Jadwigi z Kossowskich (1901−1977).
Zmarł 4 sierpnia 1962 w Krakowie, pochowany 7 sierpnia 1962 w alei zasłużonych na cmentarzu Rakowickim (kwatera LXVII-płn 1-6).

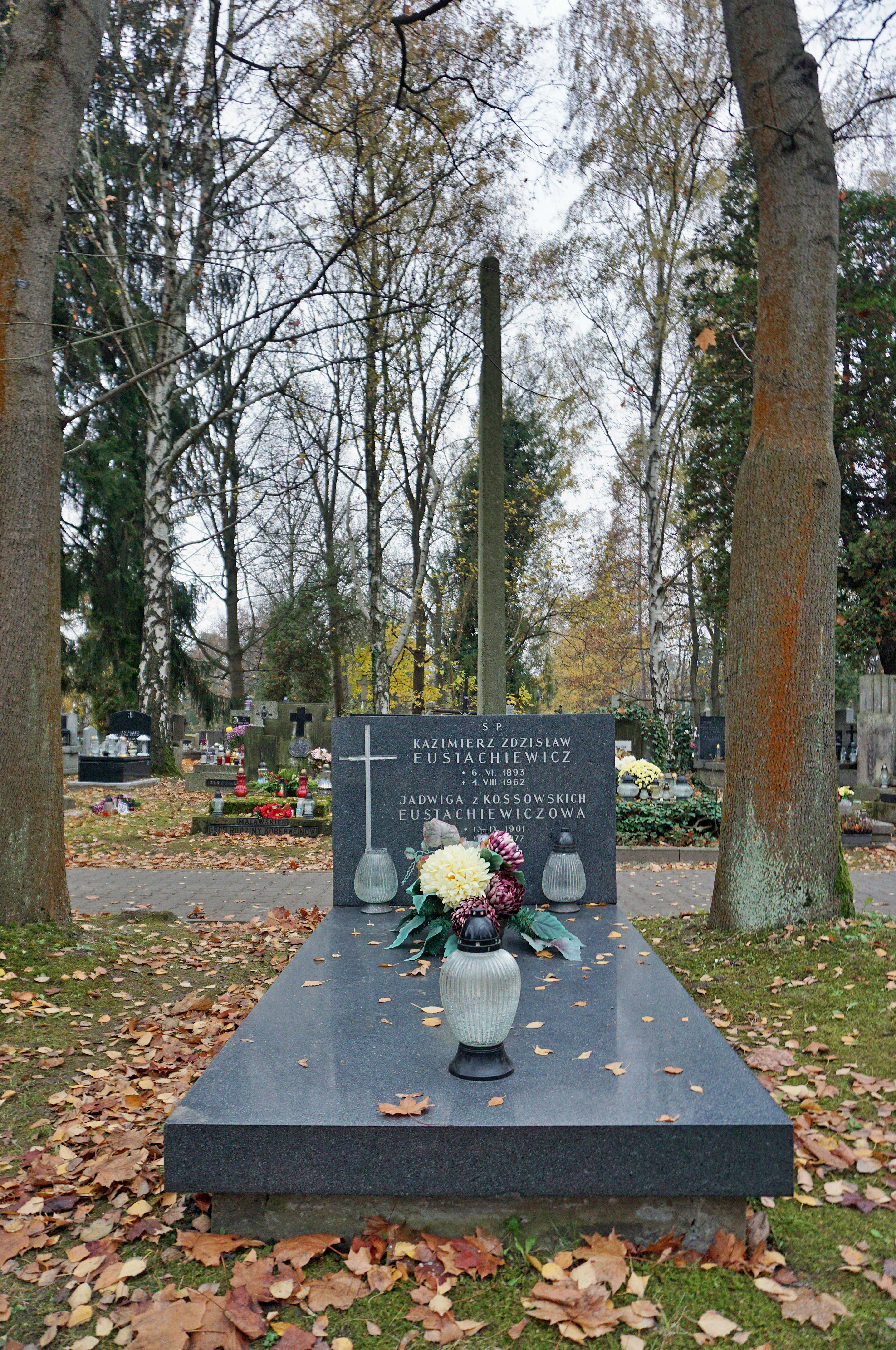
Grób Kazimierza Eustachiewicza na cmentarzu Rakowickim

## Ordery i odznaczenia
- Order Krzyża Grunwaldu III klasy (12 czerwca 1946)[8]
- Krzyż Oficerski Orderu Odrodzenia Polski[2]
- Krzyż Kawalerski Orderu Odrodzenia Polski (11 listopada 1937)[6]
- Złoty Krzyż Zasługi (dwukrotnie: 23 stycznia 1926[5], 20 lipca 1955[9])
- Medal 10-lecia Polski Ludowej (17 stycznia 1955)[10]